# Гюльбахар Хатун (дружина Баязида II)
Гюльбахар-хатун (1453—1505) — шоста дружина османського султана Баязида II, ймовірна мати Селіма Явуза.

## Біографія
Деякі дослідники вважають, що Гюльбахар-хатун була матір'ю Селіма I, але багато істориків вказують, що матір'ю Селіма була Айше-хатун, яка мала друге ім'я Гюльбахар.
Гюльбахар-хатун померла в 1505 році. Тоді Селім був губернатором Трабзону. В 1514 він побудував в Трабзоні мечеть Хатуніє в пам'ять про свою мати. Ця робота вважається першою ісламською мечеттю там.